# Unione Sportiva Piombino 1950-1951
Questa voce raccoglie le informazioni riguardanti l'Unione Sportiva Piombino nelle competizioni ufficiali della stagione 1950-1951.

## Divise
| Casa |

## Organigramma societario
Area direttiva
- Presidente: Baldino Giusti

Area tecnica
- Allenatore: Fioravante Baldi
- Allenatore in seconda: Bruno Mochi

## Rosa
| N. |                   | Ruolo | Calciatore         |
| -- | ----------------- | ----- | ------------------ |
|    | Italia (bandiera) | P     | Doriano Carlotti   |
|    | Italia (bandiera) | P     | Renzo Marcheschi   |
|    | Italia (bandiera) | D     | Livio Bussi        |
|    | Italia (bandiera) | D     | Adolfo Gambi       |
|    | Italia (bandiera) | D     | Bruno Mezzacapo    |
|    | Italia (bandiera) | C     | Guido Ansaldi      |
|    | Italia (bandiera) | C     | Ostilio Capaccioli |
|    | Italia (bandiera) | C     | Rudi Compiani      |
|    | Italia (bandiera) | C     | Remo Lancioni      |

| N. |                   | Ruolo | Calciatore              |
| -- | ----------------- | ----- | ----------------------- |
|    | Italia (bandiera) | C     | Armando Ortolano        |
|    | Italia (bandiera) | A     | Giorgio Baldinotti      |
|    | Italia (bandiera) | A     | Giovanni Colombelli     |
|    | Italia (bandiera) | A     | Pietro Cattaneo         |
|    | Italia (bandiera) | A     | Giovan Battista Dragoni |
|    | Italia (bandiera) | A     | Ippolito Montiani       |
|    | Italia (bandiera) | A     | Pasquale Morisco        |
|    | Italia (bandiera) | A     | Enrico Zucchinali       |
|    | Italia (bandiera) |       | Caporiccio              |

## Risultati

### Serie C

#### Girone di andata
| Cagliari 24 settembre 1950 1ª giornata | Cagliari       | 0 – 0 (0 – 0) referto | Piombino | Stadio Comunale di via Pola\| Arbitro: \| Brassi (Pavia) \| |
| Arbitro:                               | Brassi (Pavia) |                       |          |                                                             |

| Arbitro: | Casati (Varese) |

|                 |           |  |
| Ferrari Miniati | Marcatori |  |

| Arbitro: | Perego (Milano) |

|                                          |           |          |
| Baldinotti Dragoni Colombelli Zucchinali | Marcatori | Zampetti |

| Arbitro: | Scalese |

|  |           |            |
|  | Marcatori | Colombelli |

| Arbitro: | Gambarotta (Genova) |

|                       |           |           |
| Baldinotti Zucchinali | Marcatori | Ghirlanda |

| Arbitro: | Casini (Palermo) |

|         |           |                 |
| Modesti | Marcatori | Morisco Dragoni |

| Arbitro: | Zuppici |

|            |           |  |
| Baldinotti | Marcatori |  |

| Arbitro: | Baldi |

|  |           |         |
|  | Marcatori | Dragoni |

| Arbitro: | Morielli (Genova) |

|                       |           |  |
| Colombelli Zucchinali | Marcatori |  |

| Arbitro: | Gentile (Catanzaro) |

|                             |           |  |
| Compiani 64’ Zucchinali 85’ | Marcatori |  |

| Arbitro: | Franzi (Vercelli) |

|                                 |           |                |
| Petrini 67’ (rig.) Porcelli 90’ | Marcatori | 50’, 60’ Bussi |

| Arbitro: | Toni (Roma) |

|                   |           |            |
| Montiani Cattaneo | Marcatori | Fioravanti |

| Arbitro: | Battistini (Bologna) |

|                                   |           |  |
| Ottino Maruzzella Flammini Larena | Marcatori |  |

| Arbitro: | Palmieri (Napoli) |

|                                                      |           |  |
| Zucchinali 14’, 57’, 84’ Colombelli 73’ Montiani 78’ | Marcatori |  |

| Arbitro: | Fortina (Novara) |

|                                    |           |  |
| Maselli 12’ Segato 46’ Badiali 66’ | Marcatori |  |

| Arbitro: | Crespi |

|                       |           |         |
| Zucchinali Baldinotti | Marcatori | Tognoli |

| Arbitro: | Notargiacomo (Roma) |

|  |           |        |
|  | Marcatori | Cassin |

| Arbitro: | Occhinegro (Taranto) |

|                                     |           |                |
| Ricci 52’ Borsetti 62’ Pozzuoli 73’ | Marcatori | 23’ Zucchinali |

| Arbitro: | Formulari |

|                                             |           |      |
| Dragoni Mezzacapo Ortolano Zucchinali Gambi | Marcatori | Tafi |

### Girone di ritorno
| Arbitro: | Gentile (Catanzaro) |

|                  |           |  |
| Compiani Dragoni | Marcatori |  |

| Arbitro: | Morielli (Genova) |

|            |           |        |
| Zucchinali | Marcatori | Zoboli |

| Perugia 18 febbraio 1951 22ª giornata | Perugia          | 0 – 0 (0 – 0) referto | Piombino | Stadio Santa Giuliana\| Arbitro: \| Coppolone (Bari) \| |
| Arbitro:                              | Coppolone (Bari) |                       |          |                                                         |

| Arbitro: | Seo (Napoli) |

|                       |           |  |
| Baldinotti Zucchinali | Marcatori |  |

| Arbitro: | Matteucci (Roma) |

|  |           |                    |
|  | Marcatori | Zucchinali Dragoni |

| Arbitro: | Cervo |

|                                           |           |  |
| Montiani Baldinotti Zucchinali Capaccioli | Marcatori |  |

| Arbitro: | Righi (Milano) |

|        |           |                     |
| Bodini | Marcatori | Zucchinali Montiani |

| Arbitro: | Marangio (Roma) |

|                 |           |  |
| Morisco Dragoni | Marcatori |  |

| Arbitro: | Pizzato (Mestre) |

|     |           |         |
| Pin | Marcatori | Morisco |

| Arbitro: | Marchese (Frattamaggiore) |

|        |           |                     |
| Tossio | Marcatori | Compiani Zucchinali |

| Arbitro: | Valsecchi (Milano) |

|                                  |           |  |
| Gnesin 20’ (aut.) Zucchinali 65’ | Marcatori |  |

| Arbitro: | Longagnani (Modena) |

|  |           |               |
|  | Marcatori | (aut.) Marini |

| Arbitro: | Piemonte (Monfalcone) |

|                 |           |                   |
| Morisco Dragoni | Marcatori | Traini Maruzzella |

| Arbitro: | Billotti (Ravenna) |

|  |           |                                         |
|  | Marcatori | 79’ Zucchinali 81’ Montiani 87’ Morisco |

| Arbitro: | Perego (Milano) |

|            |           |           |
| Colombelli | Marcatori | Trasmondi |

| Arbitro: | Occhinegro (Taranto) |

|        |           |         |
| Grassi | Marcatori | Morisco |

| Arbitro: | Marchese (Frattamaggiore) |

|            |           |  |
| Bertolucci | Marcatori |  |

| Arbitro: | Valsecchi (Milano) |

|                                |           |                    |
| Baldinotti Zucchinali Montiani | Marcatori | Chiaretti Pozzuoli |

| Signa 10 giugno 1951 38ª giornata | Le Signe | 0 – 2 (a tav.) referto | Piombino | Stadio del Bisenzio |

## Statistiche

### Statistiche di squadra
| Competizione | Punti | In casa | In casa | In casa | In casa | In casa | In casa | In trasferta | In trasferta | In trasferta | In trasferta | In trasferta | In trasferta | Totale | Totale | Totale | Totale | Totale | Totale | DR  |
| Competizione | Punti | G       | V       | N       | P       | Gf      | Gs      | G            | V            | N            | P            | Gf           | Gs           | G      | V      | N      | P      | Gf     | Gs     | DR  |
| ------------ | ----- | ------- | ------- | ------- | ------- | ------- | ------- | ------------ | ------------ | ------------ | ------------ | ------------ | ------------ | ------ | ------ | ------ | ------ | ------ | ------ | --- |
| Serie C      | 55    | 19      | 15      | 3       | 1       | 55      | 13      | 19           | 8            | 6            | 5            | 24           | 22           | 38     | 23     | 9      | 6      | 79     | 35     | +44 |

### Andamento in campionato
| Giornata  | 1 | 2 | 3 | 4 | 5 | 6 | 7 | 8 | 9 | 10 | 11 | 12 | 13 | 14 | 15 | 16 | 17 | 18 | 19 | 20 | 21 | 22 | 23 | 24 | 25 | 26 | 27 | 28 | 29 | 30 | 31 | 32 | 33 | 34 | 35 | 36 | 37 | 38 |
| --------- | - | - | - | - | - | - | - | - | - | -- | -- | -- | -- | -- | -- | -- | -- | -- | -- | -- | -- | -- | -- | -- | -- | -- | -- | -- | -- | -- | -- | -- | -- | -- | -- | -- | -- | -- |
| Luogo     | T | T | C | T | C | T | C | T | C | C  | T  | C  | T  | C  | T  | C  | C  | T  | C  | C  | C  | T  | C  | T  | C  | T  | C  | T  | T  | C  | T  | C  | T  | C  | T  | T  | C  | T  |
| Risultato | N | P | V | V | V | V | V | V | V | V  | N  | V  | P  | V  | P  | V  | P  | P  | V  | V  | N  | N  | V  | V  | V  | N  | V  | N  | V  | V  | V  | N  | V  | N  | N  | P  | V  | V  |

Legenda:

Luogo: C = Casa; T = Trasferta. Risultato: V = Vittoria; N = Pareggio; P = Sconfitta.

### Statistiche dei giocatori
| Giocatore      | Serie B  | Serie B |
| Giocatore      | Presenze | Reti    |
| -------------- | -------- | ------- |
| G. Ansaldi     | 11       | 0       |
| G. Baldinotti  | 36       | 9       |
| L. Bussi       | 31       | 2       |
| O. Capaccioli  | 22       | 1       |
| Caporiccio     | 6        | 0       |
| D. Carlotti    | 36       | -35     |
| P. Cattaneo    | 2        | 1       |
| G. Colombelli  | 28       | 8       |
| R. A. Compiani | 28       | 2       |
| G. B. Dragoni  | 27       | 11      |
| A. Gambi       | 26       | 1       |
| R. Lancioni    | 1        | 0       |
| R. Marcheschi  | 1        | -0      |
| B. Mezzacapo   | 34       | 1       |
| I. Montiani    | 29       | 8       |
| P. Morisco     | 25       | 7       |
| A. Ortolano    | 32       | 1       |
| E. Zucchinali  | 32       | 24      |